# 喬·潘尼克
喬瑟夫·馬修·潘尼克（英語：Joseph Matthew Panik，1990年10月30日—），為前美國職棒大聯盟的二壘手。他先前曾效力過巨人、大都會、藍鳥與馬林魚等隊，並在2015年入選過明星賽，2016年拿下金手套獎。

## 職業生涯

### 舊金山巨人
2011年美國職棒大聯盟選秀，巨人隊在第一輪29順位選進潘尼克。他從短期1A起步，並以1年升1級的速度往大聯盟邁進。
2014年6月21日，巨人隊從3A叫上潘尼克。他在生涯首打席獲得保送，並在隔日敲出大聯盟首安。8月22日，潘尼克敲出大聯盟首轟。9月1日，因為潘尼克在這場5月22日的補賽中上場打擊，因此大聯盟將他的初登板日期往前推了快一個月。這年他的打擊率為3成05，並累積18分打點。
2014年國家聯盟冠軍賽，潘尼克在第五戰敲出全壘打，幫助球隊闖進世界大賽。最後球隊也順利拿下世界大賽冠軍。
2015年，潘尼克入選開幕戰25人名單。他在4月和5月分別敲出一支再見高飛犧牲打和一支再見安打，並在這年入選明星賽。球季末，潘尼克因為背部傷勢而提前結束球季。整年打擊率為3成12，並敲出8轟與37分打點。而他後來在12月表示背部傷勢是因為壓力性骨折所引起。
2016年，他的打擊率下滑至2成39，不過他敲出10轟與62分打點。這年他順利拿下金手套獎，成為隊史繼1993年來第一位獲得金手套獎的二壘手。
2017年9月4日至6日，潘尼克在3場比賽中敲出12支安打，寫下隊史新紀錄。2018年，潘尼克在球季前兩戰都順利開轟，並且球隊都以1比0險勝，成為史上第一人。該年他的打擊率為2成54，並敲出4轟。
2019年8月6日，由於潘尼克的打擊率只有2成35，並僅敲出3轟，所以遭到球隊指定讓渡，並在隔天被釋出。

### 紐約大都會
2019年8月9日，潘尼克和大都會簽約。該年他在大都會的打擊率為2成77，並敲出2轟與12分打點。球季結束後，潘尼克成為自由球員。

### 多倫多藍鳥
2020年1月18日，潘尼克和藍鳥隊簽下小聯盟合約。這年他出賽41場比賽，打擊率2成25，僅敲出1轟與7分打點。2020年美國聯盟外卡系列賽，潘尼克6個打席僅敲出一支安打，最後藍鳥也被光芒橫掃出局。
2021年2月12日，潘尼克繼續和藍鳥隊續約。並在4月1日進入40人名單內。他在2021年球季出賽42場比賽，打擊率為2成46，並敲出2轟與11分打點。

### 邁阿密馬林魚
2021年6月29日，藍鳥隊將潘尼克和Andrew McInvale交易到馬林魚，換來柯瑞·迪克森和Adam Cimber。
2022年5月19日，潘尼克宣布正式退休。

## 個人生活
潘尼克於2016年12月結婚，他的哥哥保羅目前在大學擔任棒球教練。

## 外部連結
- 球員資訊和成績在MLB，ESPN，Baseball-Reference，Fangraphs（英文）
- 喬·潘尼克的X（前Twitter）